# ماية درة سي (قشلاق الشرقي)
مایة درة سي (بالفارسية: مایه دره سی) هي مستوطنة تقع في إيران في قسم قشلاق الشرقي الريفي. يقدر عدد سكانها بـ 50 نسمة .